# 拉克西酒
拉克西酒（班塔瓦语：Hengmawa/Hengma，林布语：Sijongwaa aara），是尼泊尔、印度（大吉岭、锡金）和西藏的传统蒸馏酒精饮料。它经常在家里制作。
拉克西是一种烈性酒，像伏特加或杜松子酒一样清澈，味道有点像日本清酒。它通常由小米或大米制成；不同的谷物会产生不同的风味。它是通过蒸馏青稞酒制成的。对林布族人和基拉特人来说，这是一种传统饮料，他们喝通巴和拉克西，配上猪肉、水牛肉或山羊肉（西库瓦）。 对于尼瓦尔人来说，艾拉（aila）是节日和各种宗教仪式——如祭酒、普拉萨德（prasad）或萨根（sagan）——中不可或缺的一部分。

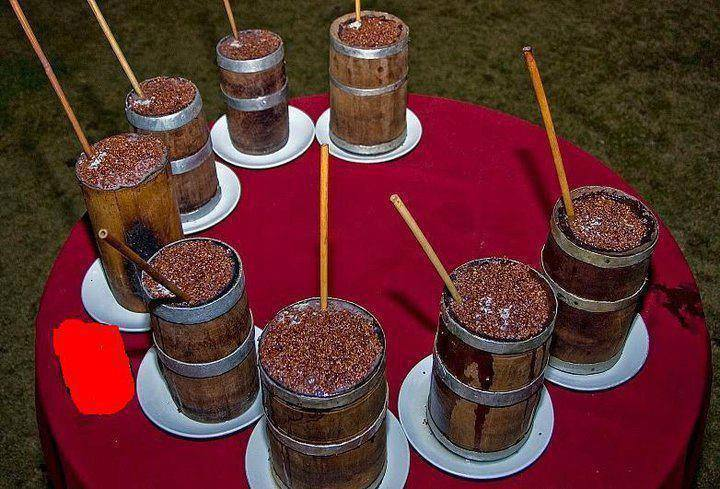
汤巴：林布风格，热小米啤酒

在美国有线电视新闻网（CNN）评选的“全球50种最美味饮品”榜单中，拉克西酒排名第41位，其描述如下：“拉克西酒由小米或大米酿造，香气浓郁，入口时喉咙会有灼热感，但随即转化为令人惊讶的顺滑与柔和。尼泊尔人会在节日庆典时饮用这种自酿酒，不过也有人认为，这款珍贵的饮品本身就是值得庆祝的理由。” 
由于其普及性，尼泊尔境内有各种禁酒运动，包括多个妇女组织。然而，拉克西酒仍然是各种宗教仪式和社会活动的重要要求，部分原因也许在于它具有防腐杀菌的特性。
基于GC-MS的代谢组学揭示了从喜马拉雅山辛加利拉山脊高海拔地区采集的拉克西酒中存在药用化合物。研究表明，拉克西酒含有可有效治疗高原反应的化合物。 

## 服务

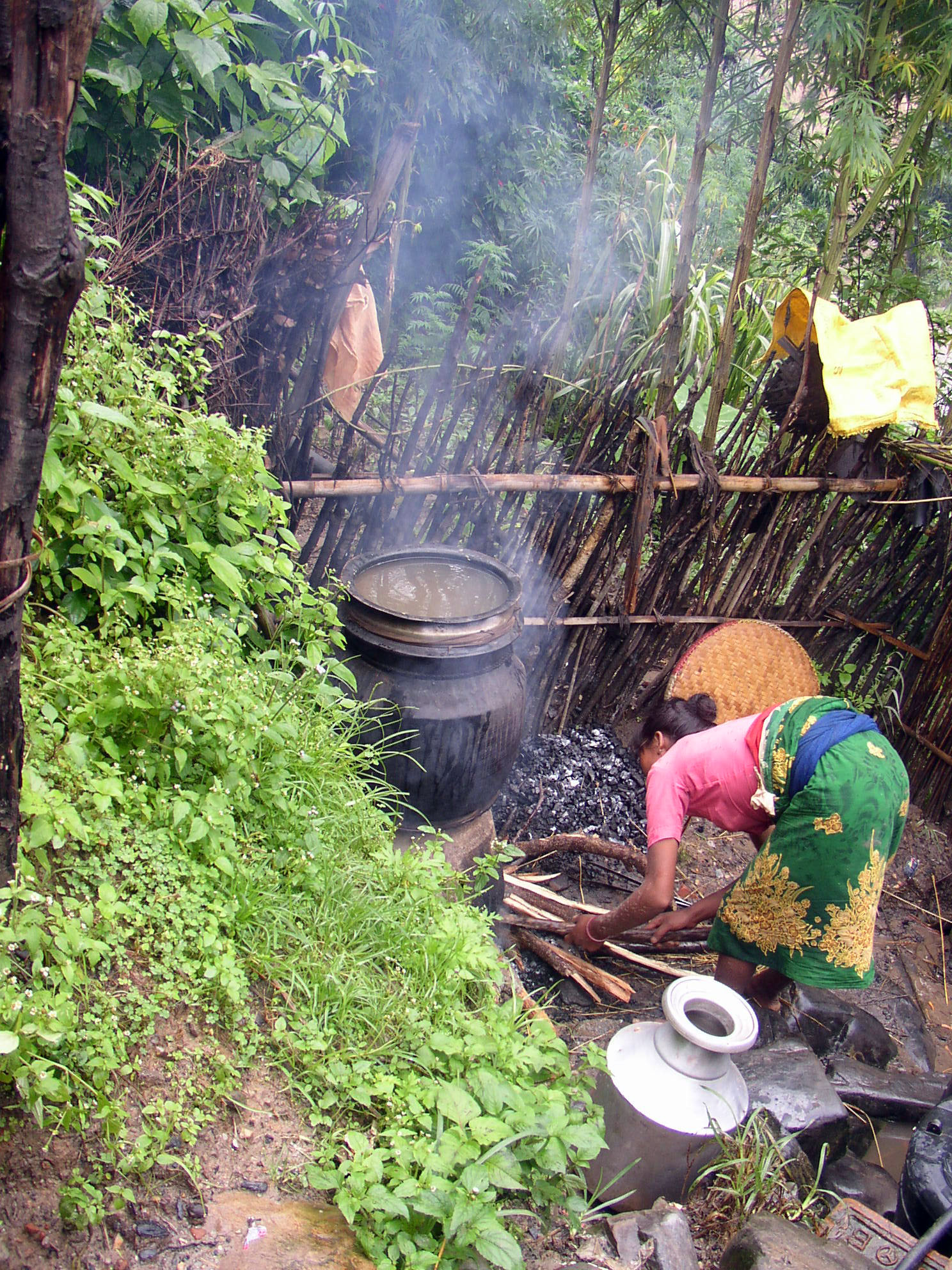
尼泊尔的拉克西酒坊

拉克西酒通常盛在一种叫作“bhatti”的小杯中，在特殊场合，人们会用带有细嘴的壶从高处将酒倒入杯中，形成一种颇具观赏性的表演。

## 生产
拉克西酒主要在乡村各地分布的简陋酒坊中酿造、销售并被当地人饮用。通常这种酒在饮用前并不会进行陈酿。在蒸馏过程中会消耗大量木材